# La plaza de Berkeley
La Plaza Berkeley (Berkeley Square) es una obra de teatro en tres actos; el primero está dividido en tres cuadros; y el tercero, en dos. Los autores son el estadounidense John L. Balderston y John Collins Square. Está inspirada en la novela de Henry James El sentido del pasado (The Sense of the Past, publ. 1917).
La obra de Balderston fue estrenada en 1926.

## Argumento
Esta pieza teatral se centra en la historia de Peter Standish, un joven estadounidense que recibe en herencia una mansión de un antepasado situada en la Plaza Berkeley de la ciudad de Londres. Sin saber cómo, se ve transportado a la Inglaterra de 1783, y en ese espacio temporal es confundido con su antepasado del mismo nombre. Conocerá a la familia Pettigrew, y se enamorará de Helen, una de las hijas.

## Representaciones destacadas
- St. Martin's Theatre, Londres, 6 de octubre de 1926. Estreno.

- Lyceum Theatre, Broadway, Nueva York, 1929.[7]
  - Dirección: Gilbert Miller
  - Intérpretes: Leslie Howard (Peter Standish), Margalo Gillmore (Helen Pettigrew), Ann Freshman, Alice John, Brian Gilmour, Valerie Taylor.

- Teatro María Guerrero, Madrid, 1952.
  - Adaptación: José López Rubio.
  - Dirección: Luis Escobar y Huberto Pérez de la Ossa
  - Intérpretes:  Enrique Diosdado (Peter Standish), Mari Carmen Díaz de Mendoza (Elena Pettigrew), Blanca de Silos, Adolfo Marsillach, [Berta Riaza], José María Rodero, Carmen Seco, Amelia de la Torre, Miguel Ángel.

## Adaptaciones
Hay una versión cinematográfica de 1933, con el mismo título, dirigida por Frank Lloyd e interpretada por Leslie Howard, Heather Angel, Valerie Taylor, Irene Browne y Beryl Mercer.
La cadena de televisión NBC realizó una versión para la pequeña pantalla en 1959. Fue dirigida por George Schaefer, con actuación de John Kerr y Janet Munro.
En España también se hicieron versiones para televisión: 
- Una se ofreció en el espacio Estudio 1 el 24 de octubre de 1972, con adaptación, dirección y realización de Alberto González Vergel, y con actuación de Roberto Martín, Enriqueta Carballeira, Modesto Blanch, Mary Delgado, Ana María Vidal, Andrés Mejuto, Julio Núñez, Mayrata O'Wisiedo y Carmen Rossi.

- Otra se ofreció en el mismo programa el 9 de diciembre de 1979, con dirección y realización de Francisco Abad, y con actuación de Víctor Valverde, María Massip, Verónica Forqué, Imanol Arias, Alberto Hernández, Yolanda Ríos, Vicente Vega, Mercedes Borque, Amparo Climent, José María Lacoma, Lola Lemos, Teresa Guayda, Sergio Mendizábal y Cándida Losada.